# Té de arroz integral
El té de arroz integral, llamado hyeonmi-cha en coreano y nước gạo lứt en vietnamita, es una tisana de arroz integral tostado.
Para prepararlo, se lava arroz moreno (típicamente de grano corto, Oryza sativa var. japonica) y se tuesta en una olla. Entonces se añade agua, se lleva a ebullición y se deja cocer a fuego lento durante aproximadamente 10 minutos. Por último, los restos de arroz moreno se filtran con un tamiz y la bebida, que puede tener un color del amarillo pálido al marrón dorado claro, se sirve en una copa, taza o cuenco. Aunque suele servirse sin endulzar, el consumidor puede añadirle azúcar o miel para adecuarlo a su gusto.
Aunque el hyeonmi cha puede hacerse desde cero, el arroz ya tostado está disponible comercialmente en tiendas de alimentación coreanas, tanto en Corea como en el extranjero, en envases de plástico.
En la gastronomía de Vietnam una bebida casi idéntica se denomina nước gạo lức, nước gạo lức rang o nước gạo rang.

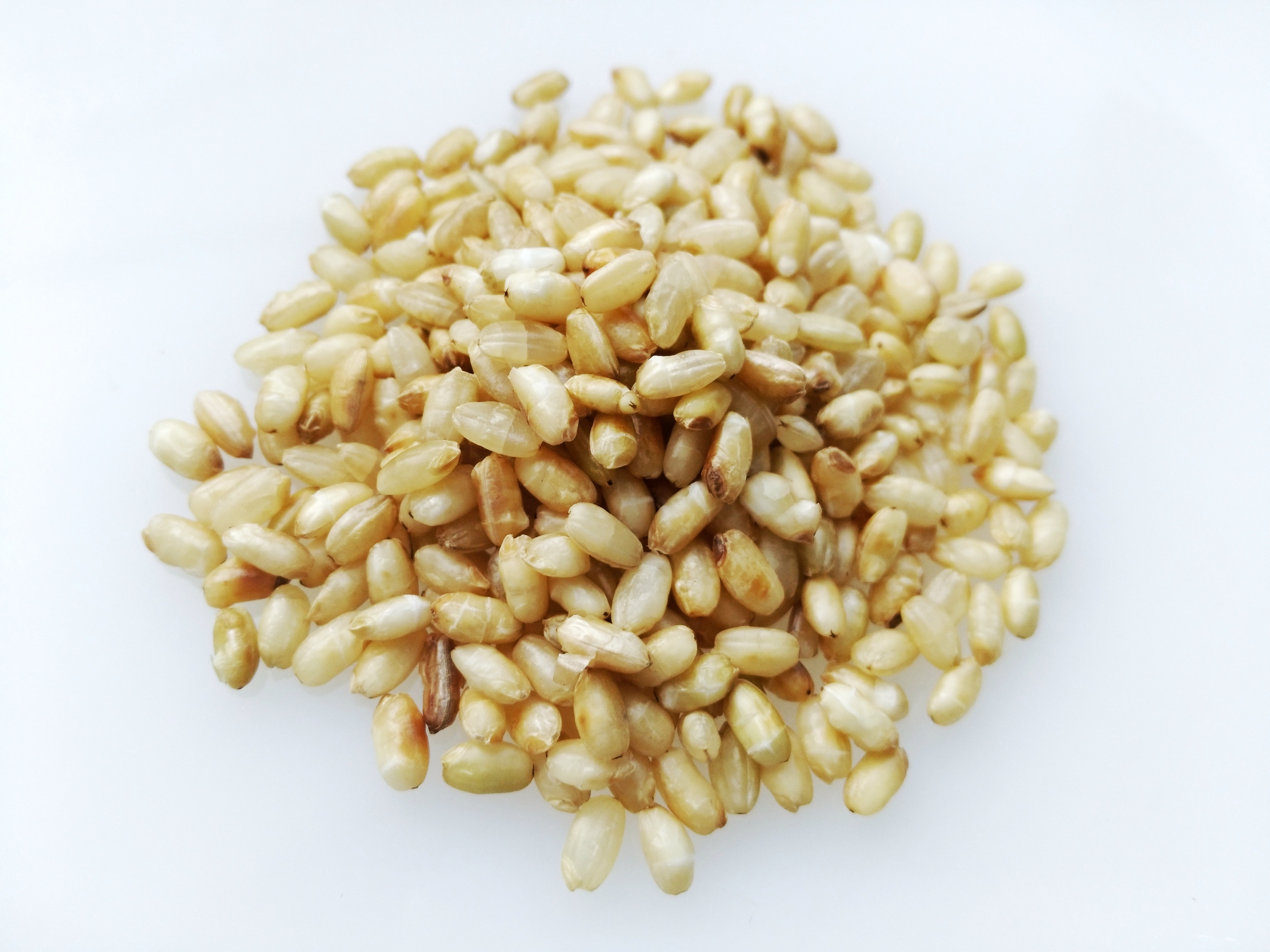
Arroz integral tostado
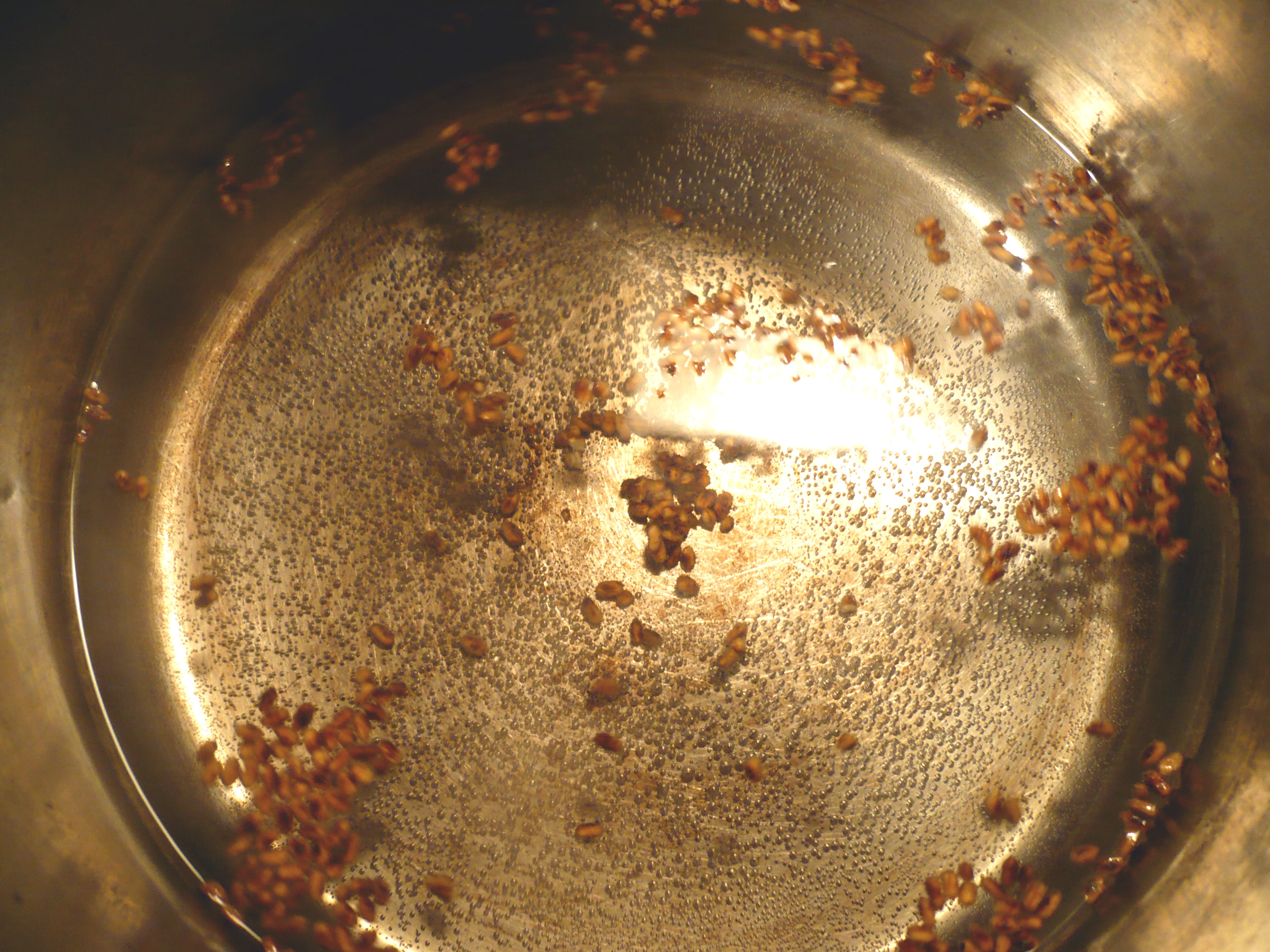
Té de arroz integral hirviendo